# Lewis Trondheim

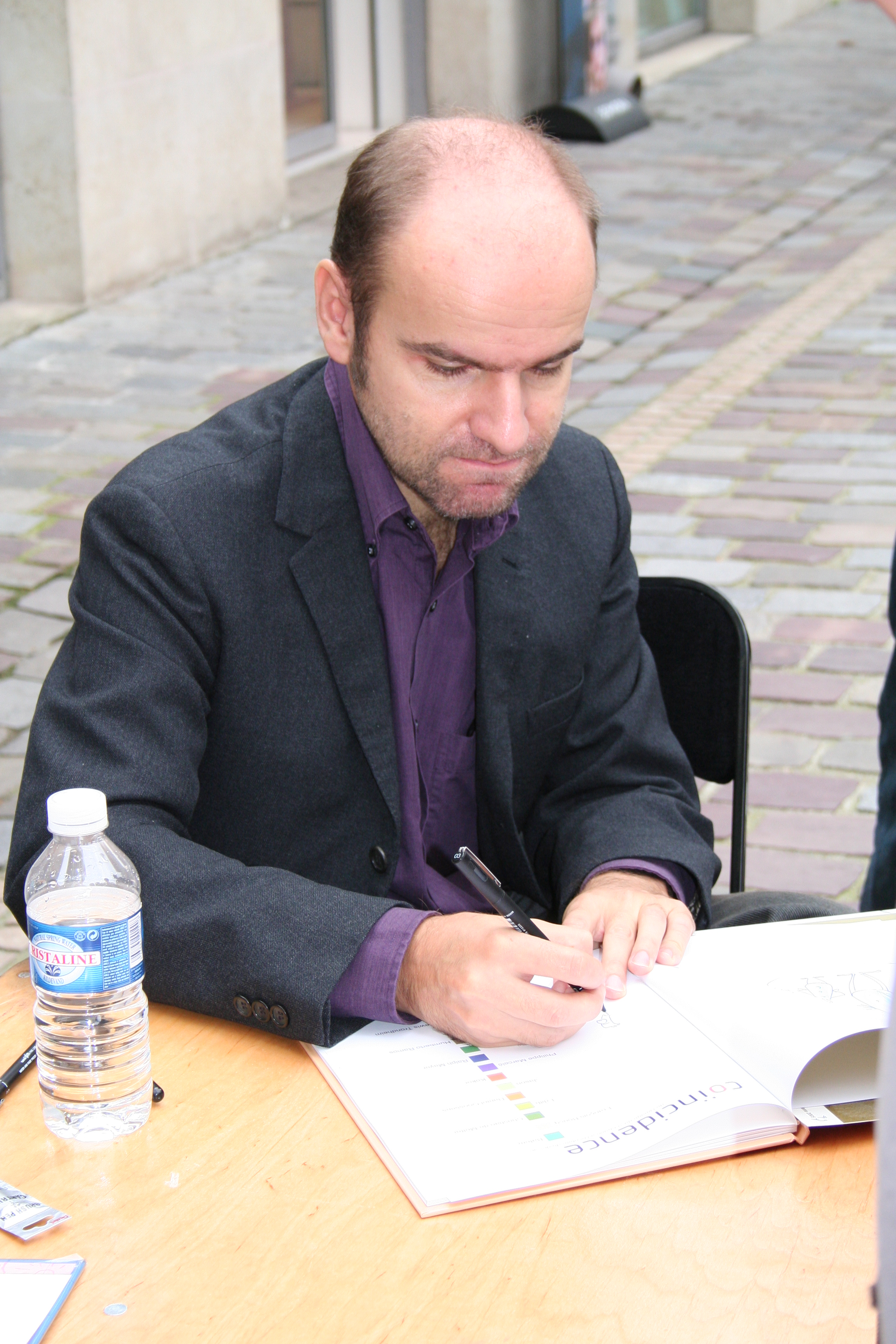
Lewis Trondheim en el festival Delcourt 2006.

Laurent Chabosy (Fontainebleau, 11 de diciembre de 1964), conocido por su pseudónimo de Lewis Trondheim, es un historietista francés, uno de los más destacados representantes de la que ha dado en llamarse «nouvelle bande dessinée».
Sus obras más conocidas son La Mazmorra, Lapinot y la obra autobiográfica Mis circunstancias, entre otras.

## Premios
- Premio Coup de Cœur de Angoulême en 1994
- Totem de la Bande Dessinée del Salon de Montreuil en 1996
- Premio a la Mejor Serie en Angoulême en 2005 por Lapinot
- Grand Prix de la Ville d'Angoulême en 2006.

## Obras de Trondheim publicadas en España

### En solitario
- Mis circunstancias. Astiberri, 2002.
- Génesis apocalípticos. Astiberri, 2003.
- Inefables. Astiberri, 2003.
- Los verdugos del infinito. Glénat, 2004.
- La mosca. Burz, 2004.
- Mildiu. Burz, 2005.
- Míster I. Glénat.
- Míster O. Glénat.
- La maldición del paraguas. Sins Entido, 2007.
- Desocupado. Astiberri, 2008.
- El síndrome del prisionero. Sins Entido, 2008.
- Bludzee Dibbuks 2010

#### SerieLapinot
- Lapinot 1. Slaloms. Planeta DeAgostini, 2003.
- Lapinot 2. Coscorrones. Planeta De-Agostini, 2003.
- Lapinot 3. Walter. Planeta De-Agostini, 2003.
- Lapinot 4. Amor e interinatos. Planeta De-Agostini, 2004.
- Lapinot 5. Vacaciones de primavera. Con Frank Le Gall. Planeta De-Agostini , 2004.
- Lapinot 6. De veras / El color del infierno. Planeta De-Agostini, 2006.
- Lapinot 7. La vida como viene / El acelerador atómico. Planeta De-Agostini, 2007.

#### SerieLas Increíbles Aventuras sin Lapinot
- Las Increíbles Aventuras sin Lapinot 1. Las aventuras del universo. Editorial Norma, 2007.
- Las Increíbles Aventuras sin Lapinot 2. Mi amigo el ordenador. Norma, 2008.
- Las Increíbles Aventuras sin Lapinot 3. Cibercultura mi amor. Norma, 2008.

#### SerieRalph Azham
- 1.¿Mentimos a los que queremos?. Norma Editorial
- 2. La muerte al principio del camino
- 3. Negras son las estrellas
- 4. Piedra enterrada no aprende nada

### En colaboración
- Texas Cowboys. Con Matthieu Bonhomme. Norma, 2014.
- Cuéntame un montón de historias. Con José Parrondo. Ediciones B, 2005
- Kaput & Zösky. Con Eric Cartier. Glénat, 2004.
- Kaput & Zösky 2. Los matones del cosmos. Con Eric Cartier. Glénat, 2005.
- Vaya cara tiene Adalberto/Quina cara té l'Adalbert/A Adalberto non lle falta cara/Adalbertok ez du lotsa handirik. Con Fabrice Parme. Astiberri, 2004
- Venezia. Triple juego. Con Fabrice Parme. Astiberri, 2003.
- Affaire étrangère, ópera cómica en dos actos, con música de Valentin Villenave, 2009.[1]

#### La Mazmorra
La Mazmorra Zenit
- La Mazmorra 1: Corazón de pato (con Joann Sfar). Norma, 2000.
- La Mazmorra 2: El rey de la pelea (con Joann Sfar y Walter). Norma, 2000.
- La Mazmorra 3: La princesa de los bárbaros (con Joann Sfar y Walter). Norma, 2000.
- La Mazmorra 4. Sortilegios e infortunios (con Joann Sfar y Brigitte Findakly). Norma, 2002.
- La Mazmorra 5. Un matrimonio separado (con Joann Sfar y Boulet). Norma, 2007.

La Mazmorra Amanecer
- La Mazmorra - Amanecer -99: El camisón (con Joann Sfar y Christophe Blain). Norma, 2001.
- La Mazmorra - Amanecer -98: Un justiciero en apuros (con Joann Sfar, Christophe Blain y Walter). Norma, 2002
- La Mazmorra - Amanecer -97: La juventud que se va (con Joann Sfar y Christophe Blain). Norma, 2004

La Mazmorra Crepúsculo
- La Mazmorra - Crepúsculo 101: El cementerio de los dragones (con Joann Sfar y Walter). Norma, 2001.
- La Mazmorra - Crepúsculo 102: El volcán de los Vaucason (con Joann Sfar y Walter). Norma, 2002.
- La Mazmorra - Crepúsculo 103: Harmaguedón (con Joann Sfar y Walter). Norma, 2004.
- La Mazmorra - Crepúsculo 104: El dojo de la laguna (con Joann Sfar y Kerascoet). Norma, 2006.

La Mazmorra Monstruos
- La Mazmorra - Monstruos: Mi hijo el asesino (La Mazmorra nivel-90). Con Joann Sfar, Blutch y Walter. Norma, 2004.
- La Mazmorra - Monstruos: La noche del seductor (La Mazmorra nivel -97). Con Joann Sfar, Jean-Emmanuel Vermot-Desroches y Walter. Norma, 2004.
- La Mazmorra - Monstruos: El desengaño (La Mazmorra nivel-85). Con Joann Sfar y Carlos Nine. Norma, 2005.
- La Mazmorra - Monstruos: Jean-Jean el Terror (La Mazmorra nivel -4). Con Joann Sfar y Lewis Mazan. Norma, 2007.
- La Mazmorra - Monstruos: Las profundidades (La Mazmorra nivel 75). Con Joann Sfar y Lewis Killofer. Norma, 2007.
- La Mazmorra - Monstruos: La carta magna (La Mazmorra nivel 105). Con Joann Sfar y Andreas Walter. Norma, 2007.
- La Mazmorra - Monstruos: El señor negro (La Mazmorra nivel 103). Con Joann Sfar y Blanquet. Norma, 2008.
- La Mazmorra - Monstruos: El gigante que llora (La Mazmorra entre nivel 3 y 4). Con Joann Sfar y Jean-Christophe Menu. Norma, 2011.

La Mazmorra Festival
- La Mazmorra - Festival: Una mazmorra de más (con Joann Sfar, Manu Larcenet y Walter. Norma, 2005.
- La Mazmorra - Festival: El sabio del ghetto (con Joann Sfar y Manu Larcenet). Norma , 2005.
- La Mazmorra - Festival: El día de los sapos (con Joann Sfar y Manu Larcenet). Norma, 2005.
- La Mazmorra - Festival: Flores y chavales (con Joann Sfar y Manu Larcenet). Norma, 2005.
- La Mazmorra - Festival: La técnica Grogro (con Joann Sfar y Manu Larcenet). Norma, 2008.